# Eliminator Boat Duel
Eliminator Boat Duel – gra wideo z gatunku wyścigów samochodowych wyprodukowana przez firmy Sculptured Software i Radioactive Software, a wydana przez Electro Brain. Gra ukazała się na platformę Nintendo Entertainment System 1 listopada 1991 roku.

## Rozgrywka
Celem gry jest zarobienie jak największej sumy pieniędzy poprzez konkurowanie w wyścigach jeden na jednego w łodziach motorowych. Wygrane pieniądze można przeznaczyć na naprawę lub zakup nowych części do łodzi, dzięki którym można poprawić jej osiągi, co pozwala na konkurowanie z coraz lepszymi przeciwnikami.
Eliminator Boat Duel oferuje trzy poziomy trudności: łatwy, normalny i trudny. Na każdym poziomie trudności łódź gracza może zostać uszkodzona poprzez uderzenie w przeciwnika, zwierzęta wodne lub w inne obiekty stacjonarne. Popełnienie falstartu powoduje nałożenie 2.000 dolarów grzywny.
Przez większość wyścigu gracze kontrolują łodzie z lotu ptaka; na trasie znajdują się też fragmenty w których perspektywa zmienia się na widok trzecioosobowy.
W zależności od poziomu trudności w trybie dla pojedynczego gracza, pierwszy przeciwnik się zmienia: na łatwym poziomie gracz konkuruje z Seasick Sidneyem, na normalnym z Aquarius Rexem, a na trudnym z Surfer Bobem. Kolejność następnych przeciwników jest taka sama na każdym poziomie trudności, jest ona następująca: Vicious Vicky, Weird Willy, Mangler Mike, Veronica Alabaster i Disaster Don (mistrz świata). Aby pokonać przeciwnika, gracz musi go pokonać w pojedynku składającym się z trzech wyścigów, w sumie, Eliminator Boat Duel zawiera 24 wyścigi.